# Nedvědická
Nedvědická je ulice v Kyjích a Hloubětíně na Praze 14. Větší část ulice se nachází v katastrálním území Kyje, pouze východní strana východního úseku včetně vozovky a chodníku přináleží k Hloubětínu. Spojuje ulici Knínickou a Slévačskou. Ze severu do ní ústí Žehuňská a Cidlinská. Od Knínické vede severovýchodním směrem a v hloubětínském úseku se stačí na sever.

## Historie a názvy
Do roku 1968, kdy byly Kyje připojeny k Praze, se nazývala Nejedlého. Není jasné, jestli byla pojmenována po českém hudebním skladateli, dirigentu a muzikologovi Vítu Nejedlém (1912–1945) nebo po českém historiku, muzikologu a komunistickém ministrovi školství Zdeňku Nejedlém (1878–1962). Od roku 1968 se jmenuje Nedvědická podle jihočeské vesnice Nedvědice (Soběslav), která je součástí města Soběslav v okrese Tábor. Název je to překvapivý, protože ulice v této oblasti nesou názvy řek a rybníků.

## Zástavba
Severní stranu tvoří jednopatrové rodinné domy se zahradami, v úseku mezi Žehuňskou a Cidlinskou je dvoupatrová bytovka. Na jih od ulice je zeleň vrchu Lehovec (kdysi Hlohovec), který je součástí přírodního parku Smetanka. Na východní straně hloubětínského úseku je jedna ze čtyř dvanáctipodlažních dominant sídliště Lehovec – panelový dům čp. 905/32. Poblíž tohoto domu je podél Nedvědické parkoviště.